# 陵鱼

圖出自《古今圖書集成·博物彙編·禽蟲典·第一百五十卷》。

陵魚，是中国传说的异鱼，有人臉特徵，手是鬚足。陵魚是菱魚的同音字，有菱形鰭的魚類應該是指魷魚、花枝。菱魚身在海中，生存與活動於列姑射山一帶海中。傳說陵魚出現則風濤驟起。在《山海經·海内北經》、《楚辭·天問》中有所記載。清光绪石印本《点石斋画报》也有陵鱼出海，柳宗元則於《天對》則寫道：「鯪魚人貌，邇列姑射。」